# IE Tab
IE Tab was een extensie voor Mozilla Firefox. Deze extensie bevat de mogelijkheid om een website te laden met Trident, de layout-engine van Internet Explorer. Dit is nuttig voor het laden van sites die geen of beperkte ondersteuning bieden voor Firefox/Gecko (zoals Windows Update en andere websites die ActiveX-ondersteuning nodig hebben).
Deze extensie is op 2 manieren te gebruiken: een website in Firefox kan worden geladen in Internet Explorer-modus, of kan worden geladen in Internet Explorer zelf. Daarnaast is het ook mogelijk om een URL op te slaan in de filter van de extensie. Als de desbetreffende URL wordt geladen, dan wordt de site automatisch in Internet Explorer-modus geopend. 
De extensie werkt enkel onder Windows.